# Darwood Kaye
Darwood Kaye, eigentlich Darwood Kenneth Smith, (* 8. September 1929 in Fort Collins, Colorado; † 15. Mai 2002 in Riverside, Kalifornien) war ein US-amerikanischer Kinderdarsteller, der bei den Kleinen Strolchen in der Rolle des reichen Snob-Kindes Waldo bekannt wurde.

## Leben

### Filmkarriere
Geboren in Colorado als Darwood Kenneth Smith, besuchte er mit sechs Jahren eine Show des Westernstars Tom Mix, welcher der Familie empfahl, es in Hollywood mit ihrem Sohn zu versuchen. Auf einem längeren Urlaub in Kalifornien schaffte die Familie es schließlich, dass Hollywood-Agenten auf ihn aufmerksam wurden. Sein Filmdebüt absolvierte Kaye bei den Kleinen Strolchen im Film Glove Taps (1937). In den folgenden drei Jahren spielte er in insgesamt 21 Produktionen der populären Kurzfilmreihe. In seinen ersten beiden Filmen bei den Kleinen Strolchen hatte Kaye noch Komparsenrollen, in seinem dritten Film war er erstmals als reiches Snob-Kind Waldo mit streberhaften und erwachsenen Attitüden zu sehen. Oftmals war er mit seinen teuren Spielzeugen der Gegenspieler der Gruppe Kinder, insbesondere von Carl „Alfalfa“ Switzer, mit welchem er regelmäßig um die Gunst der Leading Lady Darla Hood buhlte. 1938 wechselten die Kleinen Strolche von den Hal Roach Studios zu MGM, die Filme bei letzterem Studio werden allgemein als schwächer angesehen.
1940 verließ er die Kleinen Strolche und hatte unter anderem eine kleinere Rolle in … und das Leben geht weiter (1943) mit Mickey Rooney. 1946 drehte er mit My Reputation neben Barbara Stanwyck seinen letzten von 33 Filmen.

### Späteres Leben
Nach einem Dienst bei der US-Armee von eineinhalb Jahren besuchte Kaye die La Sierra University, eine Universität der Siebenten-Tags-Adventisten. 1951 heiratete er seine Mitstudentin Jean Venden, mit welcher er vier Söhne bekam. Unter dem Namen „Ken Smith“ wurde er Pfarrer für die Siebenten-Tags-Adventisten in mehreren Städten in Kalifornien. Mitte der 1950er-Jahre zog er mit seiner Familie ebenfalls für 17 Jahre als Priester nach Bangkok, wo er in der Mission tätig war. Auch nach seiner Rückkehr in Thailand war er weiterhin als Pfarrer tätig, zuletzt neben seinem Sohn Dan – welcher ebenfalls Pfarrer wurde – in Riverside in Kalifornien. Bei seinem Tod war er über 50 Jahre mit seiner Ehefrau verheiratet und hatte neun Enkelkinder.
Am 15. Mai 2002 machte Kaye einen Spaziergang auf dem Bürgersteig von Riverside, als ein Lastwagen von der Straße abkam und den 72-jährigen so schwer verletzte, dass er wenig später im Krankenhaus starb. Der LKW-Fahrer beging Fahrerflucht.